# 赫爾曼·施萊格爾
赫爾曼·施萊格爾（德語：Hermann Schlegel，1804年6月10日—1884年1月17日），德國鳥類學家暨爬蟲兩棲類學家。由於其多數著名的研究都是在荷蘭完成，因此常也被認為是荷蘭的科學家。

## 生平

### 早年生涯
施萊格爾生於德國阿爾滕堡，他的父親約翰（Johann David Schlegel）是一名黃銅鑄工。約翰喜愛收藏蝴蝶標本，這使童年時期的施萊格爾開始對博物學產生興趣。有次施萊格爾偶然發現了一個由鵟築的鳥巢，這場偶遇使他和後來德國鳥類學家克里斯蒂安·布雷姆（Christian Brehm）結識，也使他開始研究鳥類學。
長大後，施萊格爾接下父親的職務，但他依舊對自然史抱有極大的熱忱，很快也就厭倦了黃銅鑄造這個工作。20歲那年（1824年），施萊格爾動身前往維也納，由於興趣使然，他在當地的大學聽了兩位奧地利的動物學家——費卿格（Leopold Fitzinger）與約翰·海克爾（Johann Heckel）的演講。不久後，布雷姆將施萊格爾的介紹信遞給當時維也納自然史博物館的鳥類學家約瑟夫·納特爾（Josef Natterer），很快的施萊格爾便進入自然史博物館工作。

### 青壯年時期
1825年，時任維也納自然史博物館館長的卡爾·馮·施萊貝爾（Carl von Schreibers）將施萊格爾推薦給當時萊頓自然史博物館（今萊頓自然生物多樣性中心）的館長康拉德·特明克，而當時特明克正在徵求研究助理。
起初施萊格爾多從事爬行動物標本的蒐集工作；1837年，他撰寫了一篇名為《論爬行動物生理學》（Essai sur la Physionomie des Serpens）的文章。不過他的研究範圍很快便跨及其他動物學領域，原本施萊格爾得以前往爪哇島從事研究，但普遍認為是特明克繼任者的動物學家海因里希·鮑伊（Heinrich Boie）因病去世，使施萊格爾終究無法前往爪哇島。
1828年11月底，施萊格爾成為萊頓自然史博物館脊椎動物部門的保管員。大約同時，他認識了被日本驅逐的博物學家菲利普·馮·西博德，兩人很快便成為好友，並合作花了16年完成《日本動物誌》（Fauna Japonica）一書。
1837年6月22日，施萊格爾和小他11歲的柯妮莉亞（Cornelia Buddingh）結了婚。三年後他們生下了一個兒子，也就是後來的漢學家施古德。七年後，次子施蘭德（Leander Schlegel）於烏赫斯特海斯特出生，並在後來成為一位作曲家與鋼琴家。
1847年，施萊格爾成為荷蘭皇家研究所的記者（correspondent）。四年後，他成為荷蘭皇家藝術與科學學院院士。

### 館長生涯
1858年，特明克去世，在特明克旁待了33年的施萊格爾隨之接任成為萊頓自然史博物館的館長。此時的施萊格爾對東方世界很感興趣，不久前（1857年）才讓17歲施古德至中國採集當地的鳥類標本，但當施古德到了中國後才發現，另一位來自英國的博物學家羅伯特·斯文豪已在當地進行過採集作業。1859年，施萊格爾託動物學家海因里希·伯恩斯坦（Heinrich Bernstein）至新幾內亞蒐集鳥類標本，但伯恩斯坦在五年後不幸病逝當地。於是後來他又託博物學家赫爾曼·羅森堡接替伯恩斯坦的工作。
施萊格爾聘了年輕的奧托·芬施（Otto Finsch，博物學家暨民族學家，月球上的芬施隕石坑即以他為名）為助理。於此同時，他為博物館發行名為《萊頓博物館紀要》（Notes from the Leyden Museum）的科學期刊，以及出版多達14卷的刊物《荷蘭自然史博物館》（Musèum d'histoire naturelle des Pays-Bas），並雇了三位來自德國與荷蘭的傑出插畫家：約翰·柯爾曼斯、約瑟夫·史密特和約瑟夫·沃爾夫。
1864年12月，亦即施萊格爾60歲這一年，妻子柯妮莉亞在烏赫斯特海斯特去世；另一方面，芬施也辭去助理一職，前往位於不來梅的自然史博物館，並在12年後成為該館的館長；而他原本在萊頓自然史博物館的位置則於1875年由博物學家約瑟夫·奧德巴赫接替，奧德巴赫在施萊格爾身邊待了五年，研究地區主要在馬達加斯加，是當時少數對該島東海岸的生物有研究的科學家。

## 著作
- 1834-1850年：《日本動物誌》（Fauna Japonica，與特明克合著）
- 1837-1844年：《新發現或所知不全之兩棲類圖鑑》（Abbildungen neuer oder unvollstandig bekannter Amphibien: nach der Natur oder dem Leben entworfen）
- 1853年：Traité de fauconnerie : ouvrage orné de dix sept planches
- 1854年：《哺乳動物概述》（De zoogdieren geschetst）
- 1854-1858年：《荷蘭鳥類誌》（De vogels van Nederland，共三卷）
- 1857-1858年：《動物學野外手冊》（Handleiding tot de beoefening der dierkunde，共兩卷）
- 1860-1862年：《荷蘭動物誌：脊椎動物篇》（De dieren van Nederland: Gewervelde dieren，共四卷）
- 1862-1876年：Revue méthodique et critique des collections déposées dans cet établissement（共七卷）
- 1863-1872年：De Dierentuin van het Koninklijk Zoologisch Genootschap Natura Artis Magistra te Amsterdam zoölogisch geschetst
- 1868年：《荷蘭博物誌：鳥類篇》（Natuurlijke Historie van Nederland: De vogels）
- 1870年：《荷蘭博物誌：爬行動物篇》（Natuurlijke Historie van Nederland: De kruipende dieren）
- 1870年：《荷蘭博物誌：哺乳動物篇》（Natuurlijke Historie van Nederland: De zoogdieren）
- 1870年：《荷蘭博物誌：魚類篇》（Natuurlijke Historie van Nederland: De Visschen）
- 1872年：De dierentuin van het Koninklijk Zoölogisch Genootszchap Natura Artis Magistra te Amsterdam